# أ. بي. موريس
أ. بي. موريس (بالإنجليزية: A. B. Morris)‏ هو لاعب كرة قاعدة أمريكي، ولد في 13 أبريل 1900 في دالاس في الولايات المتحدة، وتوفي في 4 مايو 1983 في أبيلين في الولايات المتحدة.

## وصلات خارجية
- أ. بي. موريس على موقعبيزبول رفرنس.كوم (الدوري الثانوي) (الإنجليزية)